# إدوارد جونز (مؤرخ)
إدوارد جونز (بالإنجليزية: Edward Jones)‏ (و. 1752 – 1824 م) هو مؤرخ، وملحن، وناشر (حرفة)، وعازف قيثار ‏ من المملكة المتحدة لبريطانيا العظمى وأيرلندا، ومملكة بريطانيا العظمى، وويلز، يستخدم آلات قيثار، توفي عن عمر يناهز 72 عاماً.

## روابط خارجية
- إدوارد جونز على موقع ميوزك برينز (الإنجليزية)